# Усть-Инское кладбище
Усть-Инское кладбище — некрополь Усть-Инской деревни, располагавшийся на территории современного Октябрьского района Новосибирска.

## Расположение
Кладбище находилось за селитебной зоной Усть-Инской деревни и состояло из старой части, которая располагалась в пределах нынешнего Новосибирского инструментального завода, и новой, возникшей в более поздний период на территории современного Химфармзавода.

## Захоронения
Среди захороненных на кладбище были потомки основателей деревни: Иван Петрович Колесников (90 лет, 1912), Максим Николаевич Маслов (80 лет, апрель 1923) с супругой Надеждой Масловой, умершей в 75 лет за две недели до его смерти. Похороненные на кладбище Фёдор Михайлович Рожков скончался в 86 лет (май 1924), а долгожительница Аксинья Юдина умерла в столетнем возрасте.
На территории некрополя находились также и могилы переселенцев: Устиньи Колоусовой (90 лет, Курская губерния), Надежды Тихоновны Цыбулькиной (96 лет, 1915); выходцев из Черниговской губернии Петра Григорьевича Овчаренко (99 лет) и Сафона Тарасовича Якименко (68 лет, 1924).
В начале 1920-х годов на кладбище стали появляться захоронения умерших от тифа: Павел Иванович Бычков умер в 35 лет, Николай Варсанофиевич Кунгурцев — в 28, а его сестра Пелагея Варсанофиевна Колесникова — в 24 года. В 1920 году от этой болезни ушёл из жизни 33-летний австрийский подданный Виктор Фоссиан. В июле 1922 года здесь фактически в одно время похоронили сестёр Пелагею (16 лет) и Ольгу (18 лет) Лубских, вслед за ними была предана земле и мать девушек — Ефросинья (40 лет). В январе 1925 года тиф стал причиной смерти Татьяны Денисовны Саченко, которая умерла в 63 года.
В числе погребённых на Усть-Инском были Яков Седыченко, погибший в 1915 году от удара молнии; двадцатилетняя Анна Полосина, повесившаяся в феврале 1923 года; подросток Илья Голенко, скончавшийся от ножевых ранений, нанесённых ему во время уличной драки.
В большом количестве встречались могилы умерших в раннем возрасте. Своих детей хоронили такие семьи как Белоусовы, Бычковы, Волчихины, Дзюба, Есипенко, Колесниковы, Колоусовы, Нечепуренко, Саченко, Хожаевы, Якименко и др. Некоторые умирали в младенчестве: троих детей (Ивана, Володю и Надежду) лишились Иван и Мария Есипенко; у родителей Гаврилы и Анны Иващенко осталась живой лишь дочь Ульяна, тогда как другие четыре младенца ушли из жизни.

## Утрата кладбища
В конце 1920-х годов застройка Усть-Инской начала «смешиваться» с самовольными строениями, что стало затруднять определение «на глаз» границы между Новосибирском и деревней. В результате этого кладбищенская территория оказалась в жилищном кольце.
Некрополь был закрыт, вероятно, практически сразу после включения в состав города Усть-Ини, а её жители сменили изначальное место погребений на Закаменское кладбище.